# ペンデュラム (漫画)
『ペンデュラム』は、たつねこによる日本の漫画作品。

## 概要
エニックス（現・スクウェア・エニックス）刊の『月刊Gファンタジー』で連載。コミックスは4巻まで発売。現在休載しているが、たつねこ自身がエニックスお家騒動に巻き込まれた結果、現在はスクウェア・エニックスに籍を置いていないため、事実上未完に終わっている。なお、『Gファンタジー』での休載について、「ペンデュラム5巻は書き下ろし後発売する。」といった記述があった。

## 登場人物

### メインキャラクター
カラミティ

九能揺介（くのう ようすけ）

小鳥遊皆美（たかなし みなみ）

宝条伊吹（ほうじょう いぶき）

御堂弾軌（みどう たまき）

### アルゴノーツ
井の頭千（いのかしら せん）
「千本の棘（サウザンド・ソーン）」
風祭刃（かざまつり じん）
「風の刃（ストームエッジ）」
嘆きの海（ソロー・シー）

神足せつな（こうたり せつな）
「神速の瞬き（ゴッドスピード・ホロウ）」